# Nils Andersson i Östersund
Nils Axel Andersson (i riksdagen kallad Andersson i Östersund), född 23 mars 1891 i Bollnäs församling, Gävleborgs län, död 24 juni 1974 i Kungsholms församling, Stockholms län, var en svensk redaktör och socialdemokratisk riksdagspolitiker.
Andersson var redaktör på Norrskensflamman från 1914 och därefter på Länstidningen från 1924. Han blev 1933 ledamot av riksdagens första kammare, invald i Västernorrlands läns och Jämtlands läns valkrets. Andersson är begravd på Skogskyrkogården i Stockholm.